# Террі Фелан
Террі Фелан (англ. Terry Phelan, нар. 16 березня 1967, Манчестер) — ірландський футболіст, захисник.

## Клубна кар'єра
У дорослому футболі дебютував у 1985 році виступами за команду клубу «Лідс Юнайтед», в якій провів один сезон, взявши участь у 14 матчах чемпіонату. 
Згодом з 1986 до 1995 року грав у складі команд клубів «Свонсі Сіті», «Вімблдон» та «Манчестер Сіті».
Своєю грою за останню команду привернув увагу представників тренерського штабу клубу «Челсі», до складу якого приєднався у 1995 році. Відіграв за лондонський клуб наступні два сезони своєї ігрової кар'єри.
Протягом 1997—2003 років захищав кольори клубів «Евертон», «Крістал Пелес», «Фулгем», «Шеффілд Юнайтед» та американського «Чарлстон Беттері».
Завершив професійну ігрову кар'єру у новозеландському клубі «Отаго Юнайтед», за команду якого виступав протягом 2005—2008 років.

## Виступи за збірну
У 1991 році дебютував в офіційних матчах у складі національної збірної Ірландії. Протягом кар'єри у національній команді, яка тривала 10 років, провів у формі головної команди країни 42 матчі.
У складі збірної був учасником чемпіонату світу 1994 року у США.

## Титули і досягнення
- Володар Кубка Англії (1):

«Вімблдон»: 1987-1988